# Top Spin
Top Spin är ett tennisspel från 2003 utvecklat av PAM Development och publicerat av Microsoft Game Studios för Xbox, sedan Atari till PC och 2K Sports till PlayStation 2. Spelet har tre uppföljare, Top Spin 2,  Top Spin 3 och Top Spin 4.